# كليف تيرني
كليف تيرني (بالإنجليزية: Cliff Turney)‏ هو أكاديمي أسترالي، ولد في 1932، وتوفي في 2005.